# Grésy-sur-Aix
Grésy-sur-Aix är en kommun i departementet Savoie i regionen Auvergne-Rhône-Alpes i sydöstra Frankrike. Kommunen ligger i kantonen Aix-les-Bains-Nord-Grésy som tillhör arrondissementet Chambéry. År 2022 hade Grésy-sur-Aix 4 633 invånare.

## Befolkningsutveckling
Antalet invånare i kommunen Grésy-sur-Aix
| Referens: INSEE |